# District de Dax
Le district de Dax est une ancienne division territoriale française du département des Landes de 1790 à 1795.

## Présentation
Il était composé des cantons de Dax, Castets, Montfort, Peyrehorade, Pouillon et Saint Esprit.